# Henrique do Rego Almeida
Henrique do Rego Almeida (Curitiba, 16 de novembro de 1936 - Curitiba, 22 de março de 2021) foi um empresário, industrial e político brasileiro. 
Filho de Raimundo Ramos da Costa Almeida e Cecíia do Rego Almeida. Formado em Economia pela Faculdade de Ciências Econômicas do Paraná. Em 1990 foi eleito senador pelo PFL do Amapá para um mandato de quatro anos a ser renovado em 1994. Era irmão do empresário Cecílio do Rego Almeida. 
Morreu em março de 2021, em decorrência de complicações da COVID-19.